# پویالاپ (واشینگتن)
پویالاپ (به انگلیسی: Puyallup) شهری در شهرستان پیرسی ایالت واشنگتن است که در سرشماری سال ۲۰۱۰ میلادی، ۳۷۰۲۲ نفر جمعیت داشته است.